# Penthetria formosana
Penthetria formosana är en tvåvingeart som beskrevs av Hardy 1953. Penthetria formosana ingår i släktet Penthetria och familjen hårmyggor.
Artens utbredningsområde är Formosa (Argentina). Inga underarter finns listade i Catalogue of Life.